# Fußball-Landesliga Westpfalz 1950/51
Die Fußball-Landesliga Westpfalz 1950/51 war die sechste Spielzeit der höchsten Amateur-Spielklasse in der Westpfalz im Land Rheinland-Pfalz nach dem Zweiten Weltkrieg. Die Landesliga war unterhalb der damaligen Oberliga Südwest angesiedelt. Die SG 05 Pirmasens wurde Meister und zusammen mit dem TSC Zweibrücken in die neugegründete 2. Liga Südwest aufgenommen. Die VB Zweibrücken stiegen aus der Landesliga ab.
Der TSC Zweibrücken vertrat den Südwestdeutschen Fußballverband bei der deutschen Amateurmeisterschaft 1951, schied aber bereits in der ersten Runde gegen Borussia Fulda aus.

## Abschlusstabelle
| Pl. | Verein                     | Sp. | Tore    | Punkte |
| --- | -------------------------- | --- | ------- | ------ |
| 01. | SG 05 Pirmasens            | 26  | 101:380 | 42:10  |
| 02. | TSC Zweibrücken (M)        | 26  | 98:33   | 41:11  |
| 03. | SV Kübelberg               | 26  | 55:43   | 36:16  |
| 04. | SV Brücken                 | 26  | 57:48   | 32:20  |
| 05. | SC West Kaiserslautern (N) | 26  | 59:46   | 28:24  |
| 06. | TuS 1882 Hochspeyer        | 26  | 58:56   | 26:26  |
| 07. | TSG Kaiserslautern         | 26  | 53:55   | 23:29  |
| 08. | SV Alsenborn               | 26  | 59:70   | 23:29  |
| 09. | FC Rodalben                | 26  | 58:62   | 22:30  |
| 10. | SG Waldfischbach           | 26  | 41:58   | 21:31  |
| 11. | SC Siegelbach              | 26  | 64:77   | 19:33  |
| 12. | SG Thaleischweiler         | 26  | 46:73   | 18:34  |
| 13. | SV Mackenbach (N)          | 26  | 50:93   | 18:34  |
| 14. | VB Zweibrücken             | 26  | 35:82   | 15:37  |